# Lagarodes facetus
Lagarodes facetus är en insektsart som beskrevs av Karsch 1891. Lagarodes facetus ingår i släktet Lagarodes och familjen vårtbitare. Inga underarter finns listade i Catalogue of Life.